# Спортінг (Нампула)
Футбольний клуб «Спортінг Нампула» (порт. Sporting Clube de Nampula) — мозамбіцький професійний футбольний клуб з міста Нампула. Клуб тривалий час виступав у Мосамболі, найвищому футбольному дивізіоні країни, та проводить матчі на стадіоні «Ештадіу 25 де Жунью» місткістю 5 тисяч глядачів. Ще до проголошення незалежності Мозамбіку, в 1959 році «Спортінг» став чемпіоном країни. У 2018 році клуб вибув з Мосамболи, а з 2020 року дані за виступи команди відсутні.

## Титули і досягнення
- Чемпіон Мозамбіку (1): 1959